# 磐之媛命
磐之媛命（日语：いわのひめのみこと，？年—347年（仁德天皇35年6月））為孝元天皇的後代、仁德天皇皇后，生下履中天皇、反正天皇、允恭天皇等人。仁徳天皇二年（314年）立后。
据《古事记》记载，磐之媛命生性妒嫉，仁徳天皇卅年（342年）她巡幸熊野时，仁徳天皇把八田皇女接入宫中。她一怒之下移居筒城宮（今京都府京田邊市），且在345年1月於当地去世。
| 前任： 仲姬命 | 日本皇后 314年—345年 | 繼任： 八田皇女 |